# Hájovna (Karlov)
Hájovna v Karlově je přízemní, částečně roubené stavení u silnice z Hrabětic do Josefova Dolu.

## Historie
Objekt – původní panská myslivna, tzv. Jägerhaus – je zaznamenán na mapě stabilního katastru z roku 1843. V roce 1899 pak prošel přestavbou podle projektu stavitele Josefa Appelta ze Smržovky.
Od roku 2020 je budova kulturní památkou.

## Architektura
Obytné stavení je krytým krčkem spojeno se stavením hospodářským a je dvoutraktové na půdorysu T: jihovýchodní část je určena k ubytování, zatímco na severozápadě kolmo napojená část je provozní. Stavení má vzhledem k příkrému svahu, na kterém stojí, po celé šíři vysokou žulovou omítanou podezdívku. Dům je překryt vodorovným a ve štítech svislým bedněním, zdobeným dřevořezbou. Střechy jsou sedlové. Za cenný vnější prvek lze považovat dřevořezbu s motivem korunky – tento mariánský symbol zřejmě odkazuje na sousední kapli Navštívení Panny Marie.
Krčkem připojená hospodářská budova je provedena v režném zdivu, střídajícím žulové kvádry a pálené cihly. 
Hlavní vstup do obytné budovy, umístěný v severovýchodním průčelí, vede do síně provozní části, vedle ní je pak situována kuchyně. Obytná část je rozdělena do dvou místností, v nichž je v interiéru viditelné roubení. Uvnitř domu se dochovalo množství historicky cenných prvků, jako například původní okna a dveře včetně zárubní a kování, původní výmalba pokojů, vyřezávané schodiště nebo nábytek.